# Notre-Dame de Dusenbach

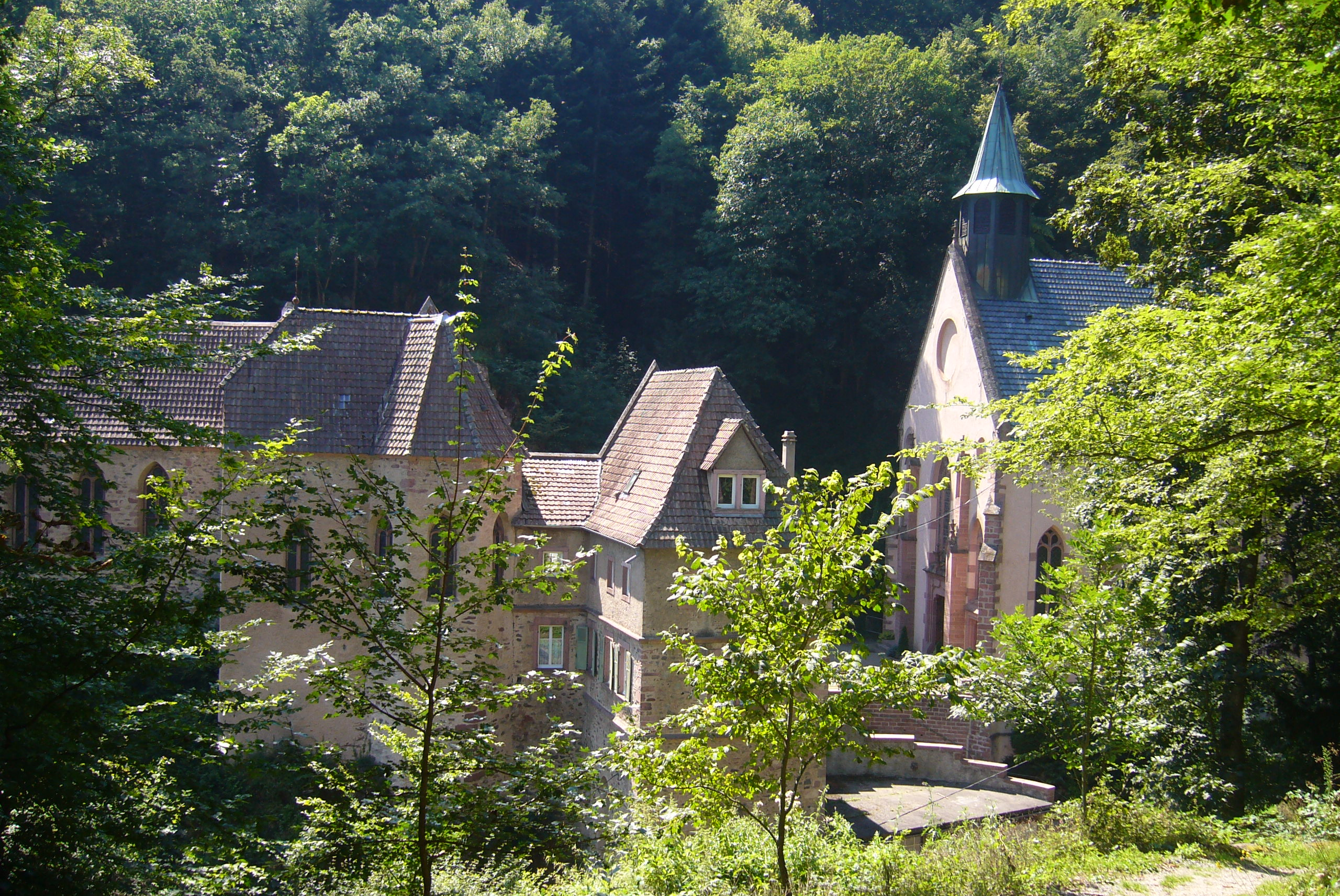
Blick auf Dusenbach und seine drei Kapellen

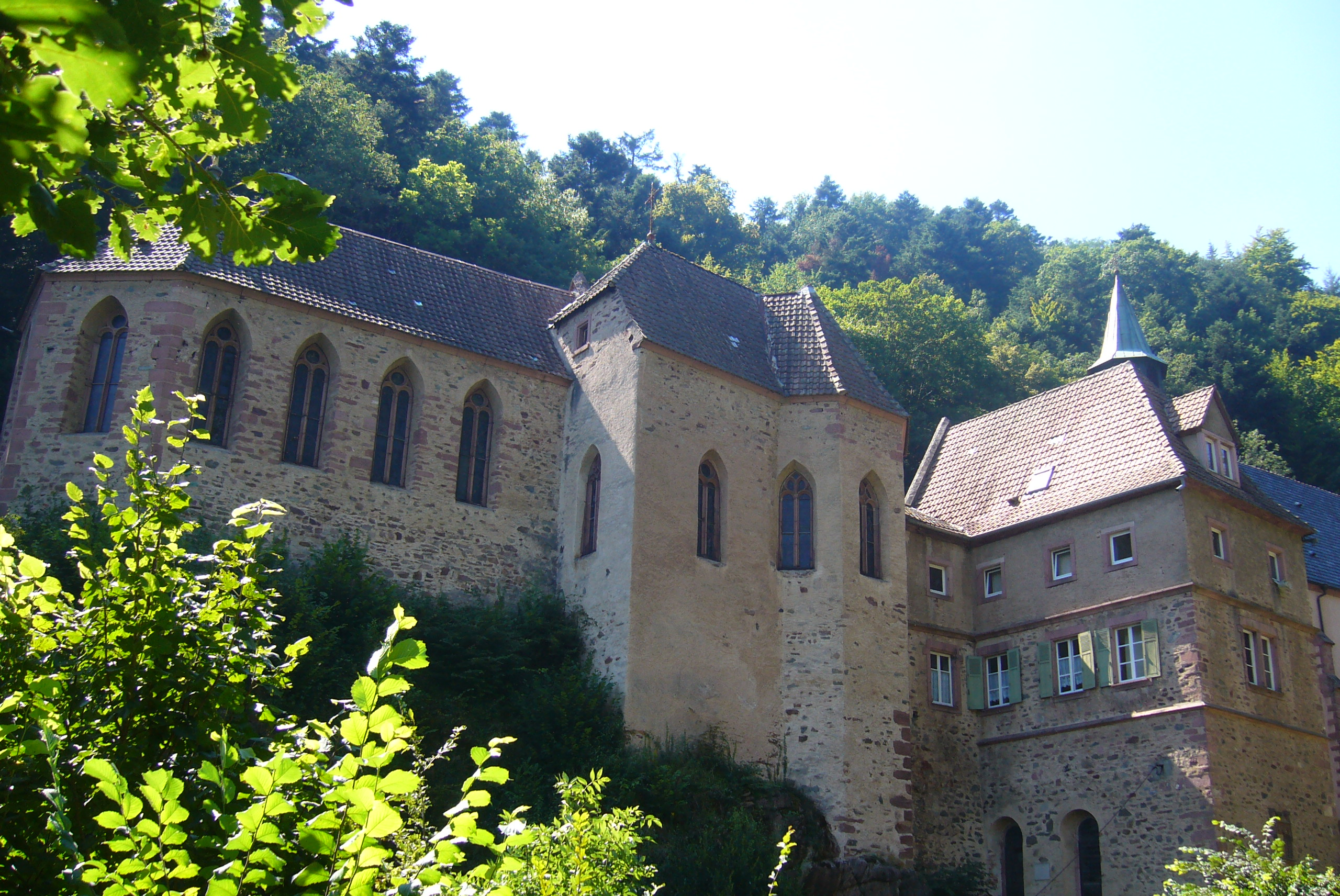
Die zwei älteren Kirchen stehen auf einem Felsen

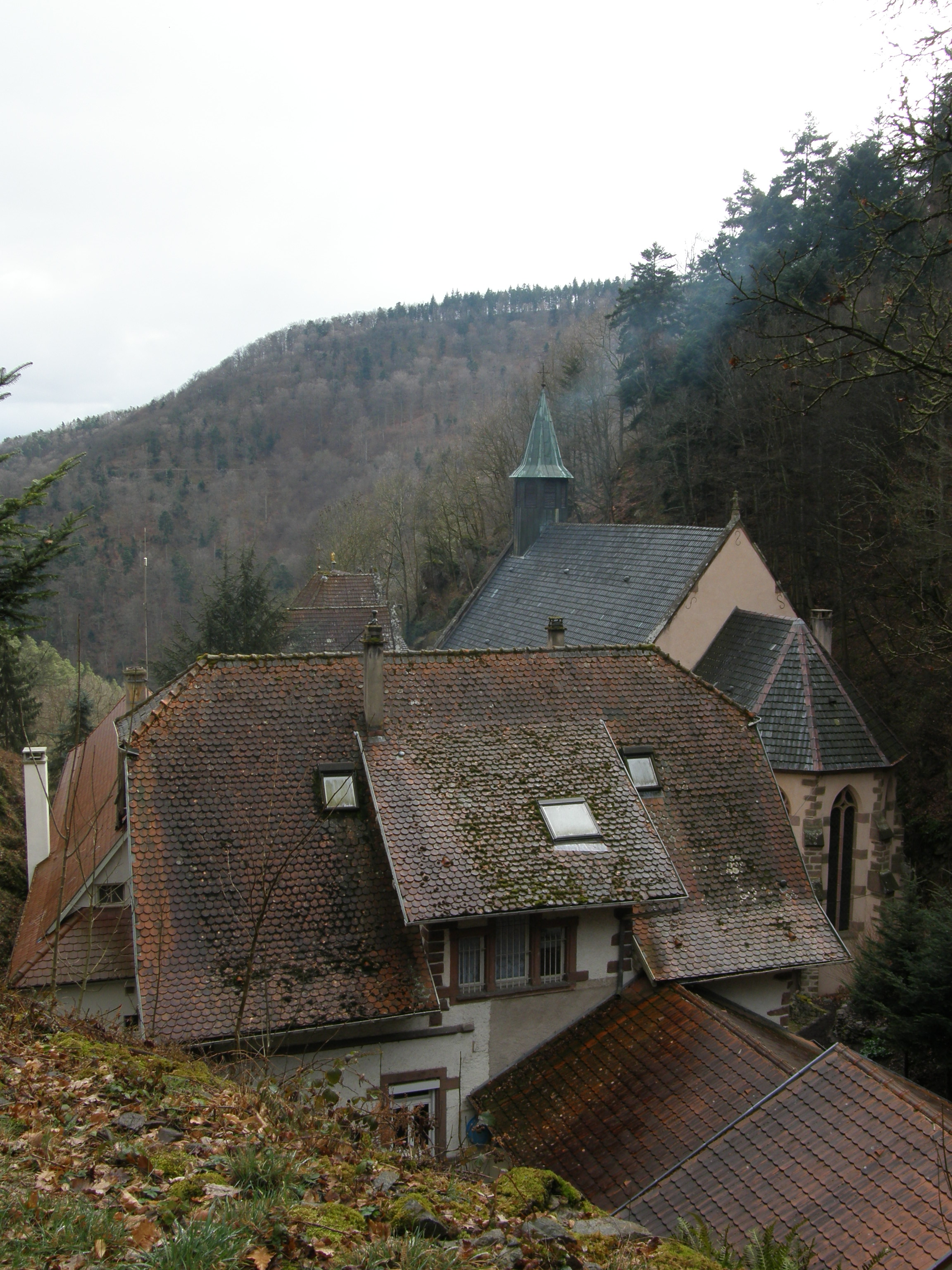
Wohn- und Nebengebäude der Kapuziner

 Notre-Dame de Dusenbach ist ein Wallfahrtsort und Kapuzinerkloster bei Ribeauvillé im Elsass. Die Klostergebäude und die drei Kapellen stehen als Monument historique unter Denkmalschutz.

## Geschichte

### Entstehung der drei Kapellen durch die Herren von Rappoltstein
Ende des 12. Jahrhunderts folgte Egenolph II. von Rappoltstein, Lehnsherr des Basler Bischofs, einem Ruf von Papst Innozenz III. zum Kreuzzug in das Heilige Land. Er stellte eine kleine Armee auf und zog nach Osten. 1217 nahm Egenolph II. am Kreuzzug von Damiette unter Johann von Brienne teil. Nach seiner Rückkehr ließ er sich 1221 als Einsiedler in Dusenbach nieder, um sich von den Strapazen und den Gräuel des Krieges zu erholen und starb dort nur wenig später im folgenden Jahr. Von einer der beiden Reisen hatte der Graf eine Marienstatue mitgebracht und zum Dank für seine glückliche Heimkehr eine Kapelle in Dusenbach erbauen lassen. Es ist nicht geklärt, ob diese schon nach der ersten oder erst nach der zweiten Heimkehr errichtet wurde.
Um 1260 errichteten die Brüder Ulrich II. und Heinrich I. von Rappoltstein, Neffen von Egenolph II., eine zweite Kapelle neben der ersten.
Als sich die Stadt Colmar 1296 dem Aufstand gegen König Adolf von Nassau anschloss, beteiligte sich auch Anselm II. von Rappoltstein. Der König konfiszierte daraufhin das Lehen und setzte Anselm II. in Schwaben fest. Der Rappoltsteiner gelobte daraufhin, dass er in Dusenbach eine neue Kapelle bauen würde, wenn er freikäme. 1298 starb Adolf. Sein Nachfolger Albrecht I., der Adolf bekämpft hatte, entließ Anselm II. und gab ihm seine Güter zurück. Seine Freilassung am 2. Februar 1297, Mariä Lichtmess, sah der Graf als Zeichen. Er hielt sein Versprechen ein und errichtete eine dritte Kapelle.

### Zerstörung und Wiederaufbau

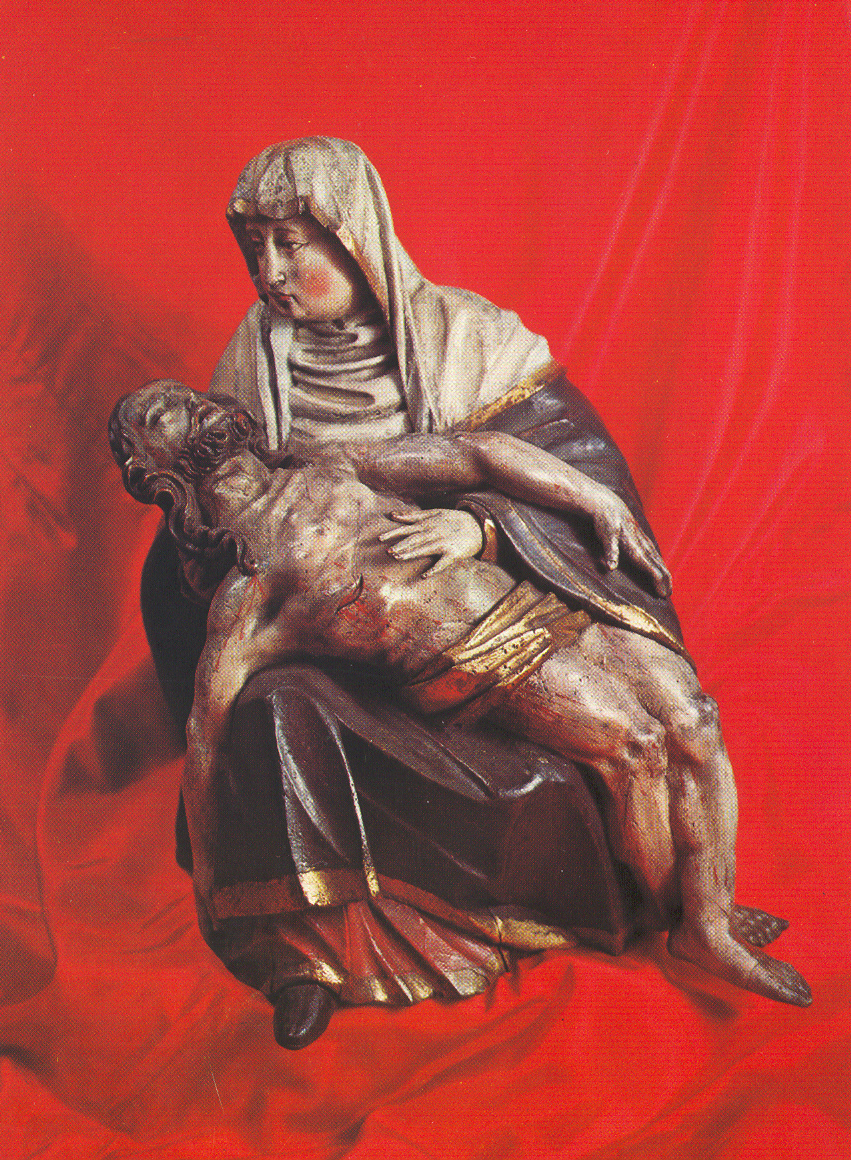
Pietà aus dem 15. Jahrhundert

1360 eroberten die Engländer große Teile des Elsass und plünderten auch Dusenbach. Unter Führung von Arnaud de Cervole zogen anschließend französischen Briganten durch das Land und raubschatzten Kirchen und Klöster, darunter auch Dusenbach. Dabei verschwand wohl auch die Marienstatue von Egenolph. 1370 begannen Bruno I. und später Ulrich VII. von Rappoltstein, den Wallfahrtsort wiederaufzubauen, nachdem die Truppen Karl IV. das Elsass zurückerobert hatten. Erst in der zweiten Hälfte des 15. Jahrhunderts waren die Restaurierungsarbeiten abgeschlossen. Maximin II. von Rappoltstein stiftete einen Kreuzweg und einen Kalvarienberg, nachdem er 1484 von einer Pilgerreise in das Heilige Land zurückgekehrt war. 
1494 wurden die Kapellen saniert und die Kapelle der Grafen Ulrich II. und Heinrich I. zu einem Heiligen Grab umgestaltet. Auf dem Fußweg von Ribeauvillé nach Dusenbach wurde ein Kreuzweg errichtet. Die Kapelle von Anselm II. wurde zum Grab Mariens. 1666 wurden dort zwei Tafelbilder mit der Verkündigung und dem Tod Mariens aufgehängt. Schon 1494 stellte man eine Marienfigur auf. Die zerstörte Marienstatue ersetzte Maximin II. mit einer hölzernen Mater Dolorosa, die Christus in ihren Armen trägt. Sie wurde von Meister Laurentz aus Ribeauvillé geschaffen. Außerdem wurde ein kleiner Turm erbaut, der Christi Gefangenschaft vor seiner Kreuzigung symbolisieren sollte. Da der Pilgerstrom inzwischen stark zugenommen hatte, stellte Maximin zwei Kaplane an. Ihnen assistierten zwei Augustinermönche.

### Im Dreißigjährigen Krieg: Erneute Zerstörung
Im Dreißigjährigen Krieg fielen die Schweden unter Führung von Gustaf Horn im Elsass ein. Während Ribeauvillé als protestantische Gemeinde verschont wurde, brannte man Dusenbach nieder. Die 1494 aufgestellte Marienstatue überstand diese Zerstörung: Sie verschwand bei der Plünderung im Jahr 1632 und wurde 1656 wiedergefunden. Die Basler Fürstbischöfe Johann Konrad I. von Roggenbach und Josef Wilhelm Rinck von Baldenstein erlaubten daraufhin den Wiederaufbau und die Einsetzung der Wallfahrt. Außerdem erbaute man ein Wohnhaus für die Kapuziner, die den Ort betreuten. Allerdings lebten die Brüder meist im Ort und übernachteten hier nur selten.

### Zerstörung während der Französischen Revolution
Im Rahmen der Französischen Revolution wurde 1791 verfügt, dass die Wallfahrt nach Dusenbach eingestellt werden müsse und die Kapellen zerstört würden. Die Pfarrei Ribeauvillé wurde unter die Aufsicht eines revolutionstreuen Priesters gestellt. Doch die katholischen Einwohner des Ortes pilgerten aus Protest jeden Sonntag nach Dusenbach, wo romtreue Priester den Gottesdienst feierten. Die Kapellen wurden als nationales Eigentum konfisziert und 1792 verkauft. Die sakralen Kunstgegenstände kamen in die Pfarrkirche nach Ribeauvillé. Die neuen Eigentümer, Johann Ignaz Butz und David Ortlieb, zögerten allerdings, die Kapellen zu zerstören. Erst als der Rat die Niederlegung anordnete, wurden die Kapellen und die übrigen Gebäude am 25. März 1794 zerstört. 1810 enteignete man die Besitzer und gab die Ruinen 1817 an Jakob Domler weiter. Dessen Tochter verkaufte sie 1836 an den Winzer Gregor Owaller. Von 1837 bis 1876 gehörten die Ruinen dann dem Pfarrer Alois Hiss aus Ribeauvillé. Mit seinem Eintritt in den Dominikanerorden fielen die Kapellen dem Orden zu. 1876 verkaufte man Dusenbach an Joseph Wuhrer.

### Wiederaufbau im 19. Jahrhundert
Obwohl kaum mehr als Pilgerstätte erkennbar, blieb der Ort sonntags Ziel von Spaziergängern und frommen Menschen der Region. Man traf sich weiter zur Andacht und betete. Der Ort behielt seine Popularität. 1892 brachte der Straßburger Bischof Adolf Fritzen die Idee auf, die Andachtsstätte zu restaurieren. Er besuchte Dusenbach und entschloss sich, die Ruinen zu erwerben. Pfarrer Aimé Raess stimmte begeistert zu und warb um Spenden. Neben Rappoltsweiler beteiligten sich auch die Gemeinden Bergheim, St. Pilt, Rorschweier, Rodern, Hunaweier, Gemar, Zellenberg, Geberschweier und Kaysersberg sowie viele Privatleute. Man beauftragte den Architekten Karl Winckler mit den Arbeiten. Besonderen Wert legte man dabei auf eine möglichst originalgetreue Wiederherstellung. Zum Vorbild nahm man sich dafür ältere Grafiken mit Ansichten der Kapellen. 
1893 wurde zuerst der Weg nach Dusenbach erneuert, anschließend wurden die Kapellen wiederaufgebaut. Am 18. Mai 1894 erlaubte der Bischof von Straßburg wieder eine Marienwallfahrt nach Dusenbach und weihte sie am 10. Juni in einer feierlichen Messe Unserer Lieben Frau. 1896 weihte der Bischof einen neuen Kreuzweg ein, den der Münchner Künstler Meyer geschaffen hatte. 1921/1922 wurden die kleinen Stationskapellen restauriert und 1947 verändert. Zwischen 2001 und 2004 wurden die Kreuzwegstationen erneut umfassend restauriert. 1904 machte Bischof Fritzen die Kapuzinerbrüder zu Pfarrverwesern in Dusenbach. Den Anbau an die Kapellen, der bisher Wohnung für den Kirchendiener war, wurde vergrößert und aufgestockt. Bis 2009 lebte hier eine kleine Gemeinschaft der Kapuziner. Am 11. September 2016 wurde das Kloster wieder eröffnet.

## Architektur und Ausstattung
Die beiden älteren Kapellen stehen hintereinander auf einem Felsen und sind stark gotisch geprägt. Die vordere ist einschiffig und besitzt fünf Joche. Ein dreiseitiger Chor schließt den Raum ab. Östlich davon schließt sich die zweite Kirche an. Sie besitzt einen nahezu quadratischen Raum mit einem zweijochigen Chor mit 3/8-Schluss. Die dritte Kapelle wurde neugotisch errichtet. Die kleine Saalkirche schließt mit einem dreiseitigen Chor. Im Zentrum des neugotischen Altars steht die Pietà aus dem 15. Jahrhundert.
Auf dem neugotischen Altar der ersten Kirche steht ein Vesperbild aus dem 15. Jahrhundert. Ein zweites aus dem 15. Jahrhundert steht in der Vorhalle. In der zweiten Kapelle steht ein Kruzifix, das eine Kopie des während der Französischen Revolution verbrannten Kreuzes ist. 